# آراء الفلاسفه
آراء الفلاسفه یا اختلاف الاقاويل في المبادي کتابی با نویسندهٔ نامشخص است که از منابع اولیه تاریخ‌نگاری فلسفهٔ یونان در جهان اسلام به شمار می‌رود. کتاب شامل مجموعه‌ای از نظرات یونانیان باستان راجع به مسائل الهیاتی است. از این کتاب یک نسخهٔ خطی منحصربه‌فرد باقی مانده‌است. در قرون اولیه اسلامی، این کتاب را به‌غلط اثر آمونیوس می‌پنداشتند.
این کتاب خصوصاً در دو فصل اول کتاب اَعلامُ النُّبُوَّة مورد ارجاع قرار می‌گیرد.